# Protosmia luctuosa
Protosmia luctuosa är en biart som först beskrevs av Lucas 1848.  Protosmia luctuosa ingår i släktet Protosmia och familjen buksamlarbin. Inga underarter finns listade i Catalogue of Life.